# Invasão abássida da Ásia Menor (782)
A invasão abássida da Ásia Menor em 782 foi uma das maiores operações militares realizadas pelo Califado Abássida contra o Império Bizantino. A invasão foi iniciada como uma demonstração do poder militar abássida após uma série de sucessos militares bizantinos. Comandada pelo herdeiro aparente, o futuro califa Harune Arraxide (r. 786–809), o exército abássida chegou à cidade de Crisópolis, situada frente à capital bizantina, Constantinopla, do outro lado do Bósforo, enquanto forças secundárias lançaram raides na Ásia Menor ocidental, derrotando as forças bizantinas na região. Como Harune não desejava atacar Constantinopla diretamente e também não tinha navios para isso, ele se retirou.
Os bizantinos que, enquanto isso, tinham neutralizado um destacamento árabe cuja missão era assegurar a retirada da retaguarda do exército abássida na Frígia, conseguiu aprisionar o exército de Harune entre suas forças convergentes. A deserção do general armênio Tazates, porém, permitiu que Harune se recuperasse. O príncipe abássida enviou uma embaixada pedindo uma trégua e prendeu os enviados bizantinos, de alta patente, inclusive o principal ministro da imperatriz Irene, Estaurácio, forçando-a a aceitar uma trégua de três anos e um pagamento de um pesado tributo anual. Com a paz assegurada, Irene voltou suas atenções para os Bálcãs até pelo menos 786, quando nova pressão árabe levou a uma nova trégua em 798 em termos similares à de 782.

## Histórico

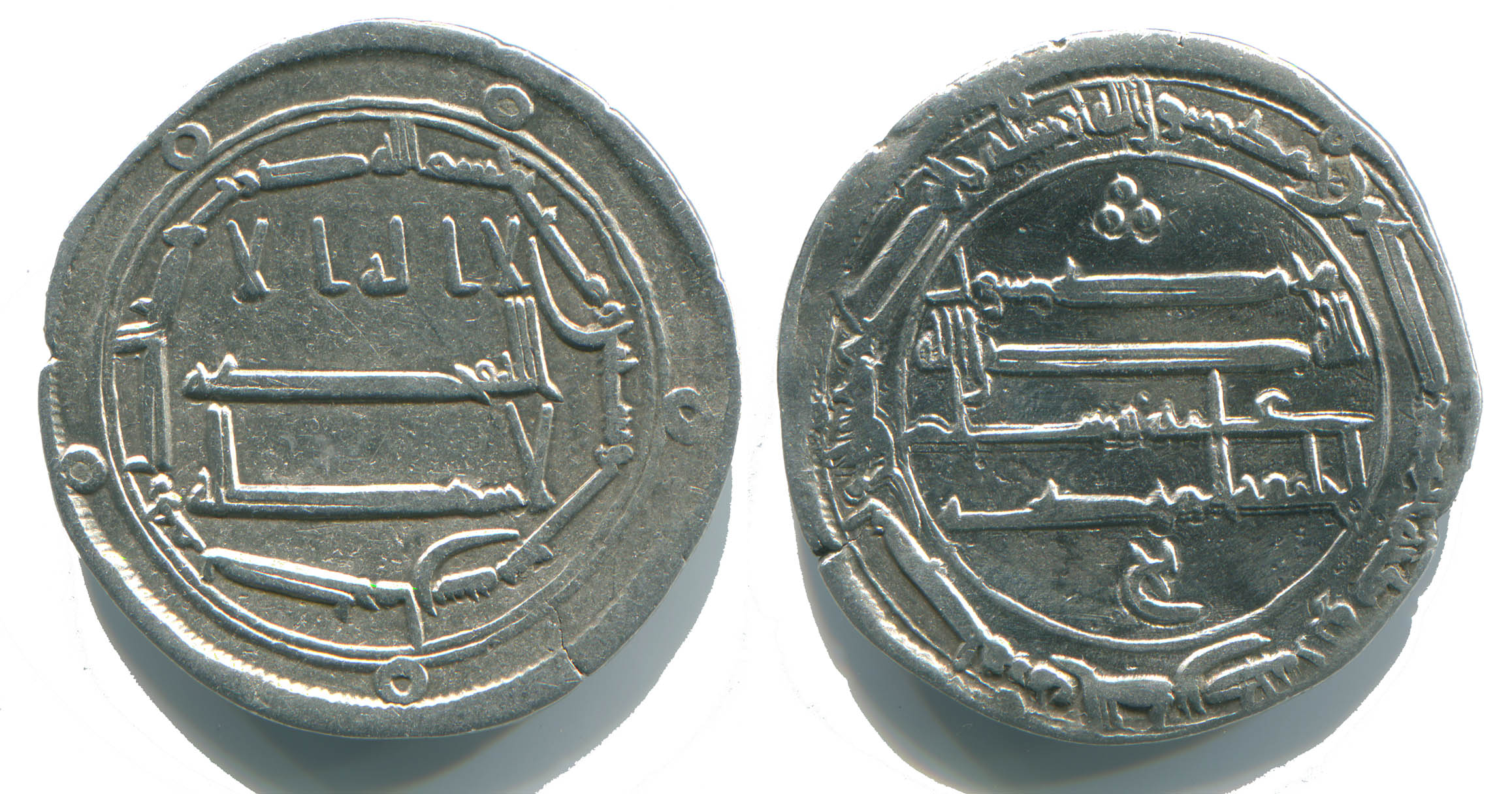
Dirrã do califa Almadi r.

Aproveitando as dificuldades internas do Califado Omíada que resultaram nas guerras civis da década de 740 e na subsequente Revolução Abássida, os bizantinos sob o imperador Constantino V Coprônimo (r. 741–775) conseguiram retomar a iniciativa na fronteira oriental com uma estratégia agressiva. Com a consolidação gradual do regime abássida nas décadas de 760 e 770, a situação se equilibrou: os árabes reiniciaram os ataques em grande escala e profundidade na Ásia Menor, com os bizantinos ainda capazes de montar grandes contra-ataques. Assim, em 778, os bizantinos, sob Miguel Lacanodraco, tomaram a cidade de Germanícia (Marache) e capturaram um grande tesouro, aprisionaram um grande número de cristãos sírios e derrotaram o exército enviado contra eles sob a liderança do general abássida Tumama ibne Ualide. No ano seguinte, os bizantinos tomaram e destruíram a cidade-fortaleza de Adata, forçando o califa Almadi (r. 775–785) a trocar o passivo Tumama pelo veterano Haçane ibne Cataba. Haçane liderou 30 000 soldados em uma invasão do território bizantino, sem, contudo, encontrar oposição bizantina, cuja estratégia foi recuar para cidades fortificadas até que a falta de suprimentos forçasse Haçane a ter que se retirar sem maiores ganhos.
Como resposta a estes sucessos bizantinos, o califa Almadi estava agora convencido a tomar o assunto em suas próprias mãos. Em 12 de março de 780, ele partiu de Bagdá e, via Alepo, marchou até Adata, que ele então refortificou. Em seguida, ele avançou até Arabisso, onde ele deixou o exército e voltou para Bagdá. Seu filho e herdeiro Harune — melhor conhecido por seu lacabe, ou epíteto, Arraxide — ficou encarregado de metade do exército, que atacou o Tema Armeníaco e tomou o pequeno forte de Semalo. Tumama, que liderava a outra metade do exército, avançou pela Ásia Menor. Ele marchou em direção oeste até o Tema Tracesiano, mas foi derrotado ali por Lacanodraco. Em junho de 781, quando os árabes se preparavam para lançar o tradicional raide anual, a imperatriz Irene convocou os exércitos de todos os temas anatólicos e os colocou sob o comando do sacelário eunuco João, enquanto as forças árabes se juntavam em Adata sob o comando de Abde Alquibir, um sobrinho-bisneto do califa Omar (r. 634–644). Os muçulmanos cruzaram a fronteira na  Capadócia bizantina através do Passo de Adata e receberam combate em Cesareia pelas forças combinadas bizantinas sob Lacanodraco. A batalha terminou com uma cara derrota para os árabes, forçando Abedal Quibir a abandonar a campanha e retroceder para a Síria.
Esta derrota enfureceu o califa, que iniciou os preparos para uma nova expedição. Ele pretendia que ela fosse uma demonstração de força e da clara superioridade do Califado e, por isso, contava com o maior exército já enviado contra os bizantinos: supostamente contava com 95 793 soldados, por volta do dobro da presença militar bizantina na Ásia Menor, e custou ao Califado por volta de 1,6 milhões de nomismas, quase tanto quanto a receita anual de todo o Império Bizantino. Harune era o líder nominal, mas o califa cuidou de enviar oficiais experientes para acompanhá-lo.

## Campanha

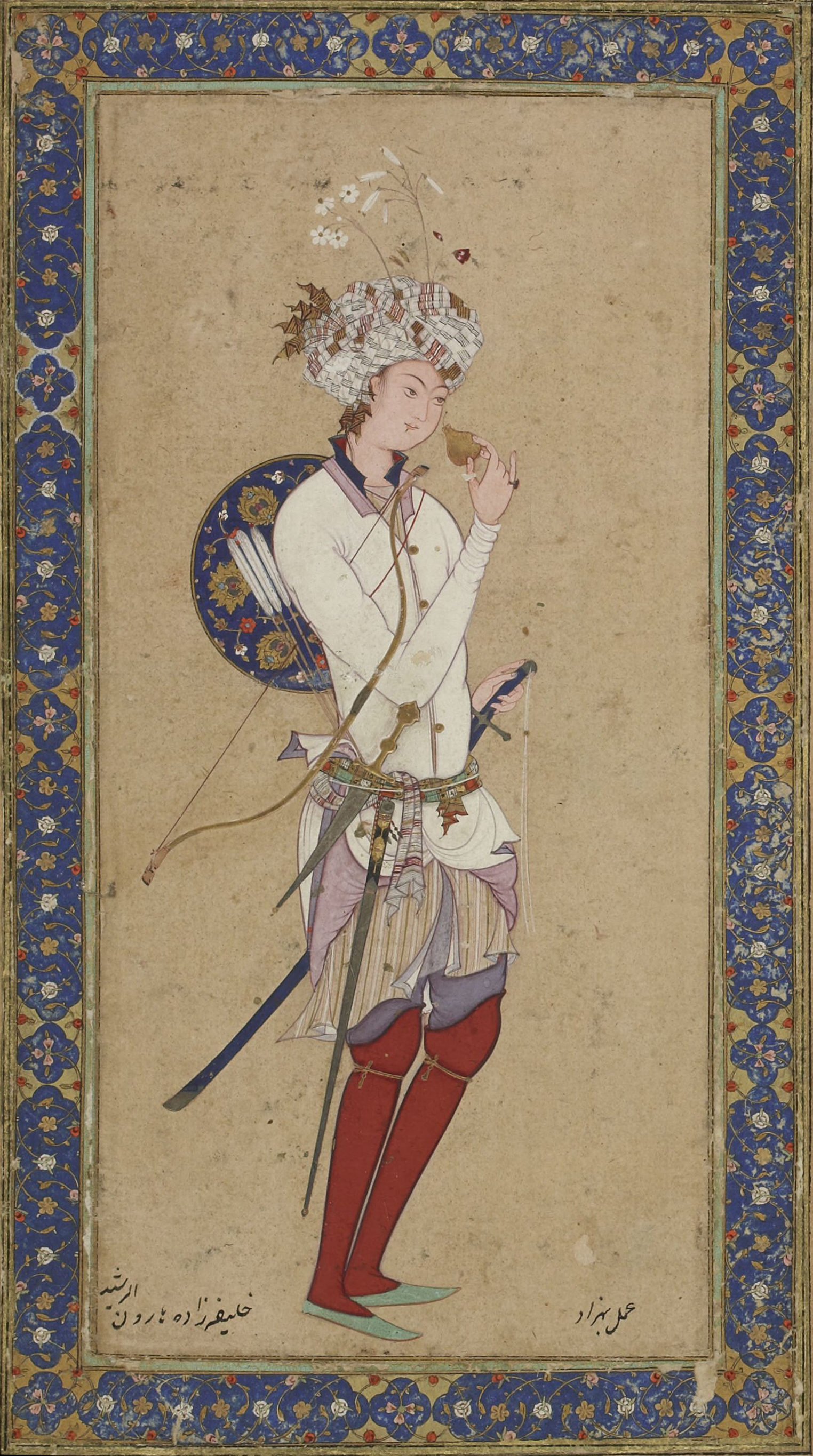
Iluminura representando Harune Arraxide

Em 9 de fevereiro de 782, Harune partiu de Bagdá; os árabes cruzaram os Montes Tauro através das Portas da Cilícia e rapidamente tomaram a fortaleza fronteiriça de Magida. Eles então avançaram pelas estradas militares do platô até a Frígia. Lá, Harune deixou o seu tenente, o hájibe Arrabi ibne Iunus, para cercar Nacoleia e guardar a sua retaguarda, enquanto outra força, alegadamente com 30 000 homens, sob Barmaqui (um membro não identificado da poderosa família dos barmécidas, possivelmente Calide ibne Barmaque), foi enviada para atacar as ricas regiões costeiras da Ásia Menor. O próprio Harune, com o exército principal, avançou para o Tema Opsiciano. Os relatos dos eventos subsequentes nas fontes primárias (Teófanes, o Confessor, Miguel, o Sírio, e Atabari) diferem nos detalhes, mas o curso geral da campanha pode ser reconstruído
De acordo com Warren Treadgold, o esforço bizantino parece ter sido liderado pelo principal ministro de Irene, o eunuco Estaurácio, cuja estratégia foi evitar um confronto direto com o enorme exército de Harune e esperar até que ele o dividisse, para então avançar para tratar com cada divisão em separado. Os tracesianos, sob Lacanodraco, enfrentaram Barmaqui num local chamado de Dareno, mas foram derrotados com pesadas perdas (15 000 segundo Teófanes, 10 000 segundo Miguel). O resultado do cerco de Arrabi a Nacoleia é incerto, mas é quase certo que ele foi derrotado; a forma como Teófanes escreve parece deixar implícito que a cidade foi tomada, mas Miguel, o Sírio, relata que os árabes sofreram pesadas perdas e não conseguiram capturá-la, uma versão dos eventos confirmada pelas fontes hagiográficas.  Atabari relata que parte do exército abássida principal, sob Iázide ibne Maziade Axaibani, encontrou-se com uma força bizantina liderada por um tal Nicetas, que era "conde dos condes" (talvez um conde do Tema Opsiciano), provavelmente em algum lugar perto de Niceia. Na batalha que se seguiu, Nicetas foi ferido e derrubado de seu cavalo em um combate singular contra um general árabe e foi forçado a se retirar, provavelmente para a Nicomédia, onde os tagmas (regimentos de guarda profissionais) sob o Doméstico das escolas Antônio estava reunida. Harune não se importou com eles e avançou até Crisópolis, do outro lado do Bósforo de frente à capital Constantinopla. Sem navios para cruzar o estreito e sem a intenção de atacar a cidade, Harune provavelmente só realizou esse avanço como uma demonstração de força.
Contudo, a despeito dos sucessos até então, a posição de Harune era precária, pois a derrota de Arrabi ameaçava as suas linhas de comunicação (e suprimentos) com o Califado. Por isso, após ter saqueado os subúrbios asiáticos da capital bizantina, Harune se retirou com seu exército, mas, durante a marcha ao longo do vale do rio Sangário, a oeste de Niceia, ele foi cercado pelas forças dos tagmas sob Antônio na sua retaguarda e das forças do Tema Bucelário sob o general Tazates na vanguarda Para sua sorte, Tazates, um príncipe armênio que havia desertado de sua terra natal dominada pelos árabes para os bizantinos em 760 e era muito próximo do regime iconoclasta de Constantino V, entrou em contato secretamente com ele. Tazates ofereceu-se para ajudar Harune em troca de perdão e de um salvo-conduto para que ele e sua família retornassem à Armênia. Teófanes explica que as ações de Tazates foram provocadas pela hostilidade do favorito de Irene, Estaurácio, mas o evento evidentemente mascara uma insatisfação mais ampla com o regime de Irene. Conforme escreve Ralph-Johannes Lilie, "Tazates não enxergava para si nenhuma grande oportunidade no novo regime e se aproveitou da boa sorte na situação que se apresentou" 
Assim, quando Harune pediu para negociar, Irene despachou uma delegação composta por Estaurácio, Antônio e o magistro Pedro. Confiantes de sua posição militar, eles se esqueceram de exigir promessas em relação à segurança do grupo ou reféns para o lado bizantino e, por isso, eles foram presos assim que chegaram ao acampamento árabe. Esta ocorrência, a traição de Tazates e a falta de confiança em relação às tropas que ele liderava forçaram Irene a negociar a libertação do grupo, especialmente do seu fiel Estaurácio
| “ | Você circundou Constantinopla dos gregos e colocou sua lança nela e suas muralhas se cobriram de humilhação. Você não desejou tomá-la e se contentou em receber o tributo de seus reis enquanto ferviam os caldeirões da guerra. | ” |
|   | — Poema de Maruane ibne Abi Hafessa, em homenagem à expedição de Harune Arraxide contra Bizâncio [Império Bizantino] em 782.. |   |

Os dois estados firmaram então uma trégua de três anos em troca de um pesado tributo anual — as fontes árabes mencionam valores diversos, variando de 70 000 a 100 000 nomismas, sendo que uma delas acrescenta ainda 10 000 peças de seda. O relato de Atabari afirma que o tributo chegava a "noventa ou setenta mil dinares de ouro" a serem pagos "no início de abril e em junho de todos os anos", o que foi interpretado por Treadgold como sendo duas prestações de 90 000 e 70 000 moedas respectivamente. Além disso, os bizantinos foram obrigados a fornecer provisões e guias para a marcha de Harune de volta para casa e a entregar a esposa de Tazates com suas posses. Harune, por sua vez, liberou todos os cativos que havia tomado (5 643 de acordo com Tabari), mas manteve todo o rico butim que juntara e retornou ao Califado em setembro de 782.  Em seu relato sobre a expedição Atabari afirma que as forças árabes capturaram 194 450 dinares em ouro e 214 148 000 dirrãs de prata, matou 54 000 bizantinos em batalha e 2 090 em cativeiro, tomou mais de 20 000 animais de montaria, e matou mais de 100 000 cabeças de gado bovino e ovinos. Atabari também reporta que o tamanho do butim era tal que "um cavalo de carga era vendido por um dirrã e uma mula por menos de dez, uma cota de malha por menos de um dirrã e vinte espadas, por um dirrã" — numa época em que um ou dois dirrã era o salário diário usual para um trabalhador ou soldado.

## Rescaldo
A vitoriosa invasão árabe teve repercussões importantes no Império Bizantino, pois representou um grande golpe no prestígio da imperatriz Irene. Tazates, um líder veterano e capaz, abandonou o império e se tornou o governante de sua Armênia nativa para os abássidas. Por outro lado, apesar do humilhante tratado de paz, as perdas não foram excessivas para os bizantinos, especialmente considerando a escala do ataque árabe, e Irene se aproveitou dos três anos de trégua para fortalecer sua posição interna: ela parece ter dispensado a maioria da "velha guarda" dos generais de Constantino V, sendo o já veterano e iconoclasta fanático Miguel Lacanodraco a principal vítima da purga. Desta forma, Irene assegurou o controle do exército e foi capaz de direcionar sua energia em expandir e consolidar o controle bizantino sobre os esclavenos (eslavos) nos Bálcãs.
Apesar da trégua, o cronista ibne Uádi menciona raides árabes na Ásia Menor nos anos de 783, 784 e 785. Se verdadeiro o relato, estes ataques provavelmente foram de pequeno porte, pois as fontes principais concordam que a trégua foi mutuamente respeitada até a primavera de 785. Neste ano, conforme Irene fortalecia seu controle sobre o exército e se preparava para enfrentar os iconoclastas na frente doméstica, ela decidiu cessar o pagamento do tributo e as hostilidades recomeçaram. No início de 786, os bizantinos conseguiram um grande sucesso ao saquear e arrasar completamente a cidade fortificada de Adata na Cilícia, que os abássidas haviam passado os últimos cinco anos transformando em uma base militar e uma fortaleza para basear suas expedições através da fronteira.  Porém, após a ascensão de Harune Arraxide ao trono califal no mesmo ano, os abássidas retomaram a iniciativa. A pressão aumentou e, em 798 Irene foi forçada a negociar um tratado de paz que repetiu as condições do tratado de 782.